# Hierarchische Taxonomie der Psychopathologie
| Qualitätssicherung | Dieser Artikel wurde aufgrund von formalen und/oder inhaltlichen Mängeln auf der Qualitätssicherungsseite der Redaktion Medizin eingetragen. Bitte hilf mit, die Mängel dieses Artikels zu beseitigen, und beteilige dich dort an der Diskussion. Die Mindestanforderungen für medizinische Artikel sollen dadurch erfüllt werden, wodurch eine eventuelle Löschung des Artikels oder von Artikelpassagen innerhalb von vier Wochen vermieden wird. | Redaktion Medizin |

Das Hierarchische Taxonomiesystem der Psychopathologie (HiTOP)-Konsortium wurde 2015 als eine basisnahe Initiative gegründet, um eine Klassifikation von psychischen Gesundheitsproblemen zu entwickeln, die auf aktuellen wissenschaftlichen Erkenntnissen darüber basiert, wie die Komponenten psychischer Störungen zusammenhängen.
Das Konsortium arbeitet an der Entwicklung des HiTOP-Modells, eines Klassifikationssystems bzw. einer Taxonomie psychischer Störungen oder Psychopathologien, das wissenschaftliche Ergebnisse über traditionelle Konventionen und klinische Meinungen stellt. Ziel dieser Klassifikation ist es, die klinische Praxis und die psychologische Forschung zu unterstützen.
Das Konsortium wurde von Roman Kotov, Robert Krueger und David Watson ins Leben gerufen. Bei seiner Gründung umfasste es 40 Psychologen und Psychiater, die bedeutende wissenschaftliche Beiträge zur Klassifikation von Psychopathologie geleistet haben.
Das HiTOP-Modell soll die Einschränkungen traditioneller Klassifikationssysteme für psychische Erkrankungen, wie das DSM-5 und die ICD-10, überwinden, indem es Psychopathologie basierend auf Forschungsergebnissen zu beobachtbaren Mustern psychischer Gesundheitsprobleme organisiert.

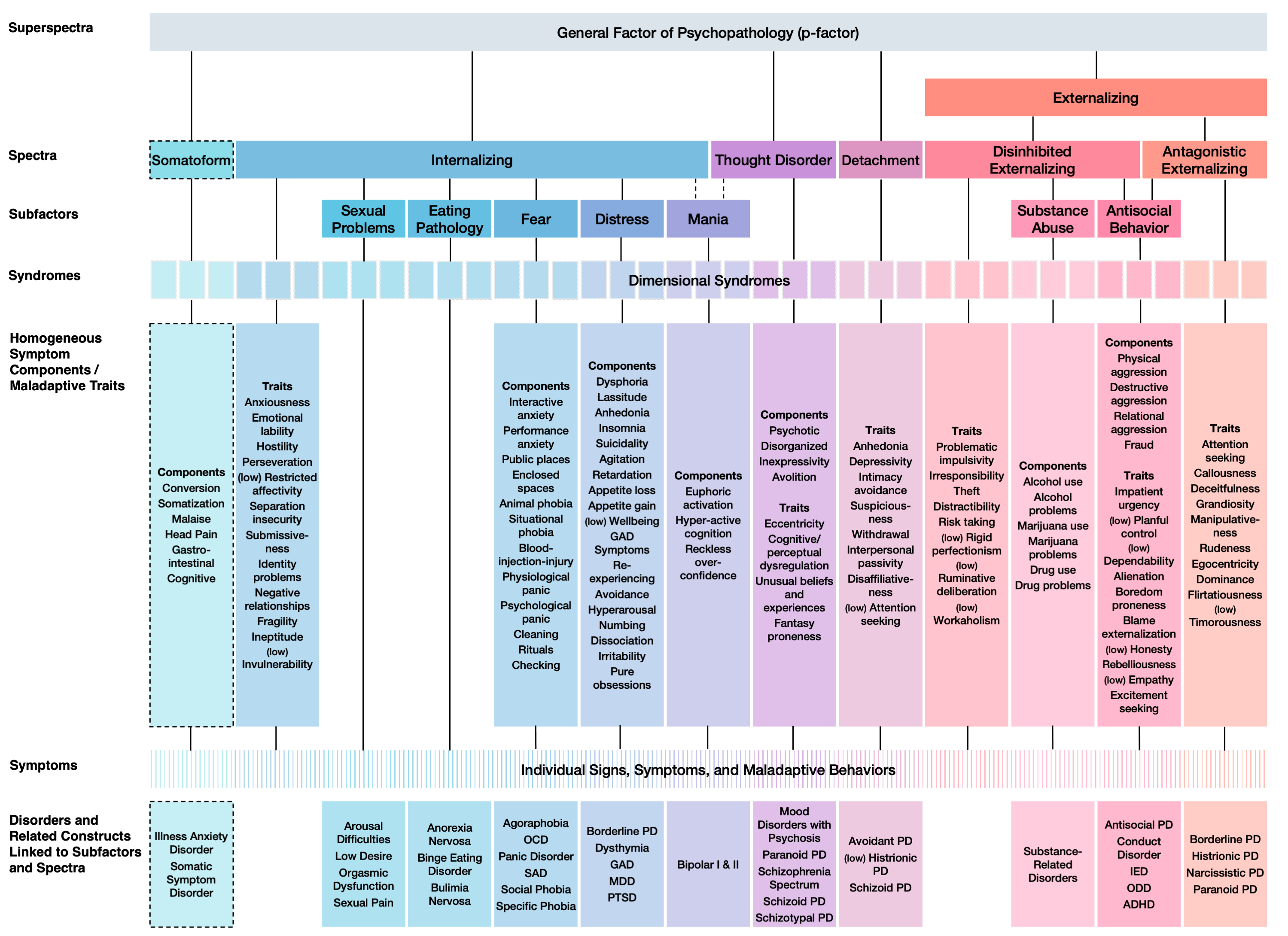
- Offizielle Basisabbildung des HiTOP-Modells.** Gestrichelte Linien zeigen Dimensionen an, die als vorläufige Aspekte des Modells aufgenommen wurden. Besonders hervorzuheben ist, dass die „Störungen und verwandten Konstrukte, die mit Subfaktoren und Spektren verknüpft sind“, keine offiziellen Bestandteile des Rahmens sind, sondern aufgeführt wurden, um die Konstrukte zu identifizieren, die in vielen Studien zu den höhergeordneten Dimensionen verwendet wurden.
Abkürzungen:
- ADHS – Aufmerksamkeitsdefizit-/Hyperaktivitätsstörung
- GAD – Generalisierte Angststörung
- IED – Intermittierende Explosionsstörung
- MDD – Major Depression (Schwere depressive Störung)
- OCD – Zwangsstörung
- ODD – Oppositionales Trotzverhalten
- PD – Persönlichkeitsstörung
- PTSD – Posttraumatische Belastungsstörung
- SAD – Soziale Angststörung

Wenn das HiTOP-Modell vollständig entwickelt ist, wird es ein detailliertes hierarchisches Klassifikationssystem für psychische Erkrankungen bilden. Dieses beginnt bei den grundlegendsten Bausteinen und erstreckt sich bis zur höchsten Ebene der Allgemeinheit:
- Einzelne Anzeichen und Symptome werden zu eng gefassten Komponenten oder Traits zusammengefasst.
- Diese Symptomkomponenten und Traits werden dann weiter gruppiert – mit zunehmender Allgemeinheit – in Syndrome, Subfaktoren, Spektren und schließlich Superspektren.

Derzeit sind mehrere Aspekte des Modells noch vorläufig oder unvollständig.

## Geschichte der quantitativen Klassifikationsbewegung durch HiTOP
Im Laufe der Geschichte der psychiatrischen Klassifikation wurden zwei Ansätze verfolgt, um den Inhalt und die Grenzen psychischer Störungen festzulegen, die in offizielle diagnostische Systeme aufgenommen werden.
Der erste Ansatz kann als autoritativer Ansatz bezeichnet werden: Experten und Mitglieder offizieller Gremien treffen sich, um Klassifikationssysteme durch Gruppendiskussionen und damit verbundene politische Prozesse zu bestimmen. Dieser Ansatz prägt traditionelle Klassifikationssysteme wie das DSM (Diagnostisches und Statistisches Manual Psychischer Störungen) und die ICD (Internationale Klassifikation der Krankheiten).
Ein zweiter Ansatz kann als empirischer Ansatz bezeichnet werden. Bei diesem Ansatz werden Daten zu den grundlegenden Bausteinen der Psychopathologie gesammelt und anschließend analysiert, um spezifische Forschungsfragen zu beantworten. Ein Beispiel für eine solche Forschungsfrage wäre: Definiert eine bestimmte Liste von Symptomen eine einzelne psychopathologische Einheit oder mehrere separate Einheiten? Dieser Ansatz wird oft als „Bottom-up“-Methode beschrieben, da er mit rohen Beobachtungen beginnt und daraus diagnostische Konzepte ableitet. Dies steht im Gegensatz zum „Top-down“-Ansatz offizieller Klassifikationssysteme wie DSM und ICD, bei denen zunächst ein allgemeines klinisches Konzept festgelegt und dann die Symptome bestimmt werden, die es definieren sollen.
Obwohl diese Ansätze unterscheidbar sind, sind sie nicht vollkommen voneinander trennbar. In beiden ist sowohl ein gewisser Grad an Empirie als auch an Expertenautorität unvermeidlich vorhanden. Beispielsweise haben autoritative Klassifikationsansätze stets empirische Methoden zur Untermauerung ihrer Konstruktion genutzt, während ein empirischer Ansatz immer auch die Expertise erfordert, um relevante psychopathologische Bausteine zusammenzustellen und zu bewerten. Trotzdem neigen autoritative Ansätze dazu, Fachwissen, disziplinären Hintergrund und Tradition stark zu gewichten. Das HiTOP-Konsortium verfolgt primär einen empirischen Ansatz, doch wurde argumentiert, dass das HiTOP-Modell teilweise auch autoritativ sei, da es auf einer traditionellen, jedoch willkürlichen statistischen Methode basiert.
Die empirische Klassifikationsbewegung hat eine lange Geschichte, beginnend mit den Arbeiten von Thomas Moore, Hans Eysenck, Richard Wittenborn, Maurice Lorr und John Overall. Diese Wissenschaftler entwickelten Instrumente zur Bewertung von Zeichen und Symptomen bei psychiatrischen Patienten und identifizierten durch Faktorenanalysen empirische Dimensionen der Symptomatik. Andere Forschungen nutzten Verfahren wie die Clusteranalyse, um natürliche Kategorien psychischer Störungen zu entdecken.
Ähnliche Forschungen zu Mustern der emotionalen (auch affektiven) Erfahrung halfen dabei, Dimensionen von Depressions- und Angstsymptomen zu identifizieren. Faktoranalytische Studien zur Symptomatik von Kindern ergaben Cluster emotionaler und verhaltensbezogener Probleme, die bis heute in Forschung und klinischer Diagnostik verwendet werden. Schließlich enthüllten Faktoranalysen der Komorbidität häufiger psychischer Störungen bei Erwachsenen höhergeordnete Dimensionen der Psychopathologie, die eine wachsende und vielfältige Literatur inspirierten. Der jüngste große Versuch, eine empirisch basierte Klassifikation zu entwickeln, begann im Frühjahr 2015. Vierzig Wissenschaftler aus dem Bereich der Psychopathologie-Klassifikation gründeten ein Konsortium, das mittlerweile auf über 160 Mitglieder und 10 Arbeitsgruppen angewachsen ist. Ziel war die Entwicklung eines evidenzbasierten Klassifikationssystems für psychische Erkrankungen.
Das vorgeschlagene Modell, die Hierarchische Taxonomie der Psychopathologie (HiTOP), stellt eine bedeutende Abweichung von DSM und ICD dar. Es basiert auf strukturellen Studien, die sich über das gesamte Altersspektrum von 2 bis 90 Jahren erstrecken und Stichproben aus vielen nicht-westlichen Gesellschaften umfassen. Allerdings sind westliche Stichproben in dieser Forschung immer noch überrepräsentiert, und es gibt nur wenige Studien zu Menschen über 60 Jahren. Zudem berücksichtigt das HiTOP-Modell nicht die individuellen Entwicklungsprozesse, die zu verschiedenen psychischen Störungen führen könnten.
Um HiTOP kontinuierlich an neue strukturelle und Validierungsstudien anzupassen, wurde eine Revisionsarbeitsgruppe gegründet. Diese Gruppe hat einen Prozess für eine fortlaufende evidenzbasierte Revision des Modells entwickelt. Dieser soll flexibel genug sein, um mit der rasch wachsenden Literatur zur Psychopathologie Schritt zu halten, jedoch nicht so unbeständig, dass zu viele Änderungen ohne ausreichende empirische Grundlage erfolgen.

## HiTOP Struktur

### Fundamentale Erkenntnisse, die das HiTop Modell prägen
Drei grundlegende Erkenntnisse prägten HiTOP. Erstens lässt sich Psychopathologie am besten durch Dimensionen statt durch diskrete Kategorien charakterisieren. Dimensionen sind als Kontinuum definiert, die individuelle Unterschiede in einer maladaptiven Eigenschaft über die gesamte Bevölkerung hinweg widerspiegeln (z. B. ist soziale Angst eine Dimension, die von komfortablen sozialen Interaktionen bis hin zu starkem Unbehagen in nahezu allen sozialen Situationen reicht). Dimensionen spiegeln Unterschiede im Ausmaß (d. h. Kontinua) wider, anstatt Unterschiede in der Art (d. h. Menschen befinden sich entweder innerhalb oder außerhalb einer bestimmten Kategorie), da die bisherige Evidenz darauf hindeutet, dass Psychopathologie in einem Kontinuum mit normaler Funktionalität existiert.
Diese Dimensionen können hierarchisch von der engsten bis zur weitesten Ebene organisiert werden (siehe Abbildung). Insbesondere verbessert die dimensionale Beschreibung die Zuverlässigkeit und macht „Anders spezifizierte“ oder „Unspezifizierte“ Diagnosen überflüssig, da jede Person auf jeder Dimension verortet werden kann und somit beschrieben wird. Dennoch können einige qualitative Grenzen in der Psychopathologie existieren. Falls kategoriale Entitäten identifiziert und repliziert werden, würden sie in HiTOP aufgenommen werden. Tatsächlich wird der Begriff „dimensional“ nicht im Namen des Modells verwendet, um Offenheit gegenüber Evidenz für diskrete Entitäten zu signalisieren.

### Organisation des HiTOP Modells
Im Einklang mit diesen drei grundlegenden Erkenntnissen besteht das HiTOP-Modell aus hierarchisch organisierten Dimensionen, die anhand der Kovariation psychopathologischer Merkmale identifiziert wurden. Anzeichen, Symptome sowie maladaptive Eigenschaften und Verhaltensweisen werden in homogene Komponenten gruppiert, also in Konstellationen eng verwandter Symptommanifestationen. Ein Beispiel hierfür ist die Leistungsangst, bei der Ängste vor dem Arbeiten, Lesen, Essen oder Trinken in Gegenwart anderer zusammen ein Cluster bilden. Maladaptive Traits sind spezifische pathologische Persönlichkeitsmerkmale, wie beispielsweise Unterwürfigkeit. Die führende Konzeptualisierung besagt, dass sich Symptome und maladaptive Traits lediglich im zeitlichen Rahmen unterscheiden. Eine Symptomkomponente spiegelt das aktuelle Funktionsniveau wider, etwa innerhalb des letzten Monats, während das entsprechende Trait das generelle Funktionsniveau über viele Jahre hinweg innerhalb derselben Dimension beschreibt.
Eng verwandte, homogene Komponenten werden zu dimensionalen Syndromen zusammengefasst, wie beispielsweise soziale Angst. Ein Syndrom ist eine Zusammensetzung verwandter Komponenten oder Traits, etwa ein soziales Angstsyndrom, das sowohl Leistungsangst als auch Interaktionsangst umfasst. Der Begriff Syndrom kann dabei verwendet werden, um eine Kategorie zu bezeichnen – etwa bei bestimmten medizinischen Erkrankungen wie der Lyme-Borreliose, die als klar abgrenzbares Problem betrachtet werden kann, das eine Person entweder vollständig hat oder nicht. In diesem Zusammenhang wird der Begriff jedoch zur Beschreibung einer Dimension genutzt. Wichtig ist, dass HiTOP-Syndrome nicht zwangsläufig den traditionellen, kategorialen Störungen entsprechen, wie sie in DSM und ICD definiert sind. Zwar wurden kategoriale Diagnosen in Studien häufig genutzt, um HiTOP-Dimensionen zu definieren, doch dienen sie dabei lediglich als Referenzpunkte und sind nicht Teil des Modells selbst. Anstatt DSM- und ICD-Störungen einfach neu anzuordnen, zielt HiTOP darauf ab, ein System auf Grundlage der in diesen Klassifikationen beschriebenen Anzeichen und Symptome – sowie zusätzlicher Symptome – zu entwickeln und diese basierend auf empirischen Erkenntnissen über ihr gemeinsames Auftreten neu zu strukturieren.
Cluster eng verwandter Syndrome bilden Subfaktoren, wie beispielsweise der Angst-Subfaktor, der durch starke Verbindungen zwischen sozialer Angst, Agoraphobie und spezifischen Phobien entsteht.
Spektren sind größere Konstellationen von Syndromen, wie beispielsweise das Internalisierungs-Spektrum, das Syndrome aus den Subfaktoren Angst, Belastung, Essstörungen und sexuellen Problemen umfasst. Bisher wurden sechs Spektren in das HiTOP-Modell aufgenommen:
Das Denkstörungs-Spektrum umfasst maladaptive Traits wie Eigenartigkeit, ungewöhnliche Überzeugungen, ungewöhnliche Erfahrungen und eine ausgeprägte Neigung zur Fantasie sowie Symptomdimensionen wie Desorganisation und Realitätsverzerrung. Zudem sind symptomatische Dimensionen der Dissoziation und Manie vorläufig diesem Spektrum zugeordnet. Das Denkstörungs-Spektrum beinhaltet einige Anzeichen und Symptome von Störungen wie Schizophrenie und verwandten Störungen, affektiven Störungen mit Psychose, schizotypischer Persönlichkeitsstörung und paranoider Persönlichkeitsstörung sowie vorläufig dissoziativen Störungen und bipolaren Störungen.
Das Distanziertheits-Spektrum umfasst maladaptive Traits wie emotionale Distanziertheit, Anhedonie, sozialen Rückzug und romantisches Desinteresse sowie Symptomdimensionen wie Ausdruckslosigkeit und Avolition. Es beinhaltet einige Anzeichen und Symptome von Störungen wie schizoidem Persönlichkeitsstil, selbstunsicherer (vermeidender) Persönlichkeitsstörung, schizotypischer Persönlichkeitsstörung sowie Schizophrenie und verwandten Störungen.
Das antagonistische externalisierende Spektrum umfasst maladaptive Traits wie Manipulativität, Täuschung, Gefühllosigkeit, Grandiosität, Aggression, Unhöflichkeit, Dominanz und Misstrauen sowie symptomatische Dimensionen antisozialen Verhaltens wie Diebstahl, Betrug, Zerstörung von Eigentum und Aggression. Es beinhaltet einige Anzeichen und Symptome von Störungen wie der dissozialen Persönlichkeitsstörung, der antisozialen Persönlichkeitsstörung, der intermittierenden explosiven Störung, der oppositionellen Trotzstörung, der histrionischen Persönlichkeitsstörung, der paranoiden Persönlichkeitsstörung, der narzisstischen Persönlichkeitsstörung sowie vorläufig der Borderline-Persönlichkeitsstörung.
Das disinhibierte externalisierende Spektrum umfasst maladaptive Traits wie Impulsivität, Verantwortungslosigkeit, Ablenkbarkeit, Desorganisation, Risikobereitschaft, geringe Perfektionismusausprägung und geringes Arbeitsverhalten sowie symptomatische Dimensionen antisozialen Verhaltens, Substanzgebrauch und -missbrauch, Unaufmerksamkeit und Hyperaktivität. Dieses Spektrum beinhaltet einige Anzeichen und Symptome von Störungen wie Alkohol- und Substanzgebrauchsstörungen, ADHS, der dissozialen Persönlichkeitsstörung, der intermittierenden explosiven Störung, der oppositionellen Trotzstörung sowie vorläufig der Borderline-Persönlichkeitsstörung.
Das Internalisierungs-Spektrum umfasst maladaptive Traits wie emotionale Labilität, Ängstlichkeit, Unsicherheit bei Trennung, Unterwürfigkeit, Perseveration und Anhedonie sowie symptomatische Dimensionen von Belastung, Angst, Essstörungen und sexuellen Problemen. Zudem sind symptomatische Dimensionen der Manie vorläufig diesem Spektrum zugeordnet. Das Internaliserungs-Spektrum beinhaltet einige Anzeichen und Symptome von Störungen wie der Major Depression, Dysthymie, generalisierten Angststörung, posttraumatischen Belastungsstörung, Borderline-Persönlichkeitsstörung, Agoraphobie, Zwangsstörung, Panikstörung, sozialer Angststörung, spezifischen Phobien, Anorexia nervosa, Binge-Eating-Störung, Bulimie sowie sexuellen Funktionsstörungen wie Erregungsstörungen, geringem Verlangen, Orgasmusstörungen und Schmerzen beim Geschlechtsverkehr. Vorläufig sind zudem bipolare Störungen diesem Spektrum zugeordnet.
Das Somatoforme Spektrum umfasst symptomatische Dimensionen wie Konversionssymptome, Somatisierung, Unwohlsein, Kopfschmerzen, gastrointestinale Symptome und kognitive Beschwerden. Dieses Spektrum beinhaltet einige Anzeichen und Symptome von Störungen wie Krankheitsangst und somatischer Symptomstörung.
Superspektren sind sehr umfassende Dimensionen, die mehrere Spektren umfassen. Dazu gehört beispielsweise der allgemeine Psychopathologie-Faktor (p-Faktor), der die gemeinsame Anfälligkeit für alle psychischen Störungen widerspiegelt, sowie das externalisierende Superspektrum, das die Überschneidung zwischen dem disinhibierten und dem antagonistischen externalisierenden Spektrum abbildet. In jüngerer Zeit wurden zudem Superspektren für emotionale Dysfunktion und Psychose vorgeschlagen, die die Überschneidungen zwischen dem Internaliserungs- und Somatoformen Spektrum sowie zwischen dem Denkstörungs- und Distanziertheits-Spektrum erfassen.

## Limitationen traditioneller Klassifikationssysteme

### Willkürliche Grenzen zwischen Psychopathologie und Normalität
Traditionelle Systeme betrachten alle psychischen Störungen als Kategorien (d. h. Menschen befinden sich entweder innerhalb oder außerhalb einer bestimmten Kategorie), während die bisherige Evidenz darauf hindeutet, dass Psychopathologie in einem Kontinuum mit normaler Funktionalität existiert. Tatsächlich wurde in der wissenschaftlichen Literatur keine einzige psychische Störung als diskrete kategoriale Entität nachgewiesen. In Übereinstimmung mit dieser Evidenz definiert das HiTOP-Modell Psychopathologie entlang kontinuierlicher Dimensionen statt in diskreten Kategorien. Wichtig ist, dass HiTOP die Frage nach der diskreten oder kontinuierlichen Natur der Psychopathologie als Forschungsfrage behandelt und das Konsortium weiterhin daran arbeitet, sie zu untersuchen.

### Heterogenität innerhalb von Störungen
Viele bestehende Diagnosen sind hinsichtlich der beobachtbaren Symptome äußerst heterogen. Zum Beispiel gibt es über 600.000 verschiedene Symptomkombinationen, die die diagnostischen Kriterien für eine posttraumatische Belastungsstörung (PTBS) gemäß DSM-5 erfüllen.
Das HiTOP-Modell basiert auf Forschungsergebnissen zu beobachtbaren Mustern psychischer Probleme. Es gruppiert zusammenhängende Symptome und ordnet nicht zusammenhängende Symptome unterschiedlichen Syndromen zu. Dadurch werden einheitliche Konstrukte identifiziert und die diagnostische Heterogenität reduziert.
Eine Einschränkung einer auf Symptomkorrelationen basierenden Taxonomie wie HiTOP besteht jedoch darin, dass sie Multifinalität (unterschiedliche Ergebnisse trotz gleicher Ausgangsbedingungen) und Äquifinalität (ähnliche Ergebnisse aus unterschiedlichen Ursachen) in Entwicklungsprozessen nicht vollständig abbilden kann.

### Häufiges gemeinsames Auftreten von Störungen
Das gleichzeitige Auftreten psychischer Störungen, oft als Komorbidität bezeichnet, ist sowohl in der klinischen Praxis als auch in der Allgemeinbevölkerung sehr häufig.
Komorbidität erschwert die Forschungsplanung und klinische Entscheidungsfindung, da zusätzliche Erkrankungen die Studienergebnisse verfälschen und die Behandlung beeinflussen können (z. B. wird die Erforschung der spezifischen Ursachen einer Major Depression kompliziert, wenn viele Studienteilnehmer auch die Kriterien für weitere Syndrome erfüllen).
Aus klassifikatorischer Sicht deutet eine hohe Komorbidität darauf hin, dass einige Störungen möglicherweise unnötig in mehrere Diagnosen aufgeteilt wurden, was eine Neudefinition der Grenzen zwischen Störungen erforderlich macht.
Zudem liefert Komorbidität wertvolle Erkenntnisse über gemeinsame Risikofaktoren, pathologische Prozesse und den Krankheitsverlauf. Ein hierarchisches und dimensionales Klassifikationssystem wie HiTOP versucht, diese Muster systematisch zu erklären und für Forschung und klinische Praxis nutzbar zu machen.

### Unklare Grenzen zwischen Störungen und diagnostische Instabilität
Traditionelle Diagnosen weisen generell eine begrenzte Zuverlässigkeit auf, was zu erwarten ist, wenn aus natürlich dimensionalen Phänomenen willkürliche Kategorien gebildet werden.
Beispielsweise ergaben die DSM-5 Field Trials, dass 40 % der Diagnosen nicht einmal einen gelockerten Schwellenwert für eine akzeptable interrater Reliabilität erreichten, was darauf hinweist, dass die Grenzen zwischen Störungen unscharf sind.
Darüber hinaus zeigen DSM-Diagnosen eine geringe zeitliche Stabilität, d. h. Menschen können bereits bei geringfügigen Veränderungen der Symptomstärke innerhalb kurzer Zeiträume zwischen diagnostischen Kategorien wechseln.
Ein quantitatives Klassifikationssystem wie HiTOP trägt zur Lösung dieses Problems bei, da seine dimensionalen Psychopathologie-Konstrukte eine hohe Test-Retest-Reliabilität aufweisen.

## Validitätsevidenz
Die Validierung eines empirischen Klassifikationssystems wie HiTOP ist ein fortlaufender Prozess, hat jedoch bereits eine beträchtliche Evidenzbasis hervorgebracht, die sich in den folgenden fünf Bereichen zusammenfassen lässt:

### Genetische Evidenz
Umfangreiche Zwillings- und molekulargenetische Studien zeigen, dass genetische Assoziationen zwischen Formen der Psychopathologie weitgehend der HiTOP-Organisation entsprechen.

### Biobehaviorale Konstrukte
Die biobehavioralen Konstrukte der Research Domain Criteria (RDoC) lassen sich mit erheblicher Spezifität den HiTOP-Dimensionen zuordnen.

### Umweltfaktoren
Wachsende Evidenz deutet darauf hin, dass Kindesmisshandlung und Diskriminierung eher als Risikofaktoren für HiTOP-Dimensionen anstatt für DSM-Diagnosen betrachtet werden sollten.

### Wirksamkeit von Behandlungen
Viele Behandlungen wie Antipsychotika, Serotonin-Wiederaufnahmehemmer und verschiedene Psychotherapien wirken auf HiTOP-Dimensionen, die von Symptomkomponenten bis zu Superspektren reichen.

### Genetische und neurobiologische Marker
Erste Studien deuten darauf hin, dass HiTOP-Konstrukte stärkere Assoziationen mit genetischen und neurobiologischen Markern aufweisen als DSM-Diagnosen.

## Nützlichkeit für die Forschung
Theoretische Modelle über die Ursachen und Folgen psychiatrischer Probleme wurden traditionell um Diagnosen herum entwickelt. Neue Forschungsergebnisse betonen die Bedeutung einer Erweiterung dieses Fokus auf Dimensionen, die viele Diagnosen umfassen, einschließlich sowohl eng definierter Symptome und Merkmale (z. B. Obsessionen) als auch breiterer Cluster psychologischer Zustände (z. B. das Internalisierungsspektrum). Die hierarchische Struktur von HiTOP impliziert, dass jede Ursache oder Folge einer psychischen Erkrankung aufgrund ihrer Auswirkungen auf breite, höhergeordnete Dimensionen, Syndrome oder spezifische, niedrigere Dimensionen auftreten könnte. Eine Assoziation zwischen einer DSM-Diagnose und einem bestimmten Ergebnis könnte einen (oder mehrere) qualitativ unterschiedliche Pfade widerspiegeln. Ein Beispiel hierfür ist, dass individuelle Unterschiede in HiTOP-Spektren und Superspektren stärker mit belastenden Stressoren in der frühen Entwicklung wie Kindesmisshandlung, Mobbing durch Gleichaltrige und rassistischer Diskriminierung verknüpft sind als traditionelle Syndrome.
Obwohl dieser Ansatz des Vergleichs von Pfaden zu und von Dimensionen auf verschiedenen Ebenen von HiTOP die häufigste Anwendung ist, ist er nicht die einzige. HiTOP-Konstrukte sind nützliche Prädiktoren für klinische Ergebnisse wie Chronizität, Beeinträchtigung und Suizidalität. Umfangreiche Evidenz zeigt, dass dimensionale Phänotypen tendenziell informativer für Prognosen sind als traditionelle Diagnosen. Sie erklären psychosoziale Beeinträchtigungen sowohl gleichzeitig als auch prospektiv und erfassen Unterschiede in der Beeinträchtigung mehrfach besser als kategoriale Diagnosen. Andere Ergebnisse, wie Suizidalität und zukünftige Inanspruchnahme von Behandlungen, scheinen diesem Muster zu folgen.
Andere Forscher haben die gemeinsame Vorhersagekraft von HiTOP-Dimensionen über die entsprechende DSM-5-Diagnose hinaus untersucht. Dieser Ansatz vergleicht explizit das erklärende Potenzial dimensionaler versus kategorialer Ansätze zur Psychopathologie.
Zusätzliche Anwendungsmöglichkeiten von HiTOP in der empirischen Forschung umfassen die Nutzung seiner Dimensionen als Ergebnisse experimenteller Manipulationen sowohl im Labor als auch in randomisierten klinischen Studien, obwohl solche Anwendungen bislang wenig untersucht wurden. HiTOP kann direkt mit validierten Messinstrumenten erfasst werden, wodurch die Komplikationen vermieden werden, die sich aus der Extraktion von Dimensionen aus DSM-basierten Daten mithilfe von Faktorenanalysen ergeben, die große Stichproben erfordern. Schließlich ermöglicht die Modellierung von Symptomdaten auf verschiedenen Breitenebenen die gleichzeitige Untersuchung von Psychopathologie in Bezug auf dasselbe Kriterium. Die Measure Development Workgroup arbeitet derzeit an der Erstellung von Fragebögen und Interviewinstrumenten zur Erfassung aller HiTOP-Dimensionen, um entscheidende umfassende Daten für die Überprüfung und Weiterentwicklung von HiTOP bereitzustellen.

## Klinische Anwendbarkeit
Im HiTOP-Framework wird die Psychopathologie eines bestimmten Patienten nicht mehr mit einer Liste kategorialer Diagnosen beschrieben, sondern als ein Profil auf Dimensionen mit unterschiedlichem Schweregrad, das alle Ebenen von Komponenten und Merkmalen bis hin zu Spektren und Superspektren umfasst. HiTOP erkennt ausdrücklich die klinische Realität an, dass keine klaren Abgrenzungen zwischen den meisten psychischen Störungen und der Normalität oder oft sogar zwischen benachbarten Störungen empirisch belegt sind. In der Praxis geht es bei klinischen Entscheidungen nicht einfach darum, ob der Patient behandelt wird oder nicht (was widerspiegeln würde, ob die Störung vorhanden ist oder nicht). Vielmehr wird typischerweise eine abgestufte Reihe von Interventionen mit unterschiedlicher Intensität als Reaktion auf das entsprechende klinische Bedürfnis eingesetzt. Das HiTOP-Profil ist mit diesem Ansatz kompatibel, und auf einer bestimmten Dimension können mehrere Bereiche spezifiziert werden, um die Wahl der Intervention zu leiten. Derzeit gibt es keine Evidenz, die Behandlungsergebnisse unter Verwendung des HiTOP-Modells mit konventionellen Ansätzen einschließlich des DSM vergleicht.
HiTOPs Übernahme einer dimensionalen Perspektive schließt die Verwendung von Kategorien in der klinischen Praxis nicht notwendigerweise aus. Beispielsweise ist es in der Medizin üblich, datenbasierte Kategorien (z. B. normal, leicht, moderat oder schwer) auf dimensionale Messwerte wie Blutdruck, Cholesterin oder Gewicht zu überlagern. Ein ähnlicher Ansatz kann mit HiTOP verwendet werden. Bereiche von Grenzwerten können auf einer pragmatischen Bewertung relativer Kosten und Nutzen basieren. Beispielsweise kann in der Primärversorgung eine liberalere (d. h. inklusivere oder sensitivere) Schwelle verwendet werden, um Patienten zu identifizieren, die eine detailliertere Nachuntersuchung benötigen. Umgekehrt können Entscheidungen über intensivere oder risikoreichere Behandlungen eine konservativere (d. h. exklusivere oder spezifischere) Schwelle nutzen. Die Forschung hat begonnen, solche Bereiche für einige Messungen zu definieren, aber es ist noch viel mehr erforderlich, um das gesamte Spektrum abzudecken.
Am wichtigsten ist, dass HiTOP ausdrücklich anerkennt, dass diese Bereiche pragmatisch und nicht absolut sind und dass klinische Entscheidungen Flexibilität erfordern. Kategoriale und dimensionale Systeme können äquivalente Informationen liefern, solange Grenzwerte nicht verfestigt werden, ein Ansatz, der im HiTOP-Modell explizit betont wird.
Kliniker neigen dazu, DSM-Diagnosen eher für Abrechnungszwecke als für Fallkonzeption oder Behandlungsentscheidungen zu verwenden.[46] Viele Kliniker berichten, dass eine formale Diagnose über die Kardinalsymptome hinaus keine hilfreiche Orientierung bietet (z. B. nachdem die primären Merkmale der Störung erfasst wurden, wird die formale Diagnose möglicherweise nicht mehr zur Therapieplanung oder -auswahl herangezogen). Ein Hauptziel von HiTOP ist es, Diagnosen für Kliniker nützlicher zu machen.
Drei Arten von Evidenz stützen dieses Bestreben. Erstens zeigen HiTOP-Dimensionen eine deutlich höhere Reliabilität als DSM-Diagnosen, was bedeutet, dass das dimensionale Profil über die Zeit stabiler ist und zwischen mehreren Klinikern mit größerer Wahrscheinlichkeit übereinstimmt. Zweitens weist eine wachsende Evidenz darauf hin, dass diese Dimensionen etwa doppelt so informativ sind wie Diagnosen, wenn es um klinische Fragen geht, wie zum Beispiel wer durch Symptome beeinträchtigt ist, wer Behandlungsbedarf hat, wer sich erholen wird und wer einen Suizidversuch unternehmen könnte. Drittens, obwohl dies noch diskutiert wird, zeigen erste Umfragedaten von Klinikern, dass sie HiTOP-Dimensionen als nützlicher empfinden als DSM-Diagnosen. Dennoch ist vieles über die klinische Anwendbarkeit von HiTOP derzeit noch unbekannt. Dieses Thema erfordert sowohl weitere Forschung als auch pragmatische Leitlinien, wie die Entwicklung von HiTOP-basierten Praxisrichtlinien.
Im HiTOP-Konsortium entwickelt die Measure Development Workgroup derzeit ein umfassendes neues Inventar, das voraussichtlich 2022 für den klinischen Einsatz bereit sein wird. In der Zwischenzeit hat die Clinical Translation Workgroup eine Batterie bestehender, normierter und validierter Selbstberichtsmessungen zusammengestellt, die den größten Teil des Modells abdeckt und deren Bearbeitung 40 Minuten dauert. Die Batterie ist kostenlos, selbstadministriert und wird automatisch ausgewertet. Die Arbeitsgruppe hat außerdem Handbücher, Schulungen und Online-Ressourcen entwickelt, um Kliniker bei praktischen Fragen wie der Abrechnung zu unterstützen. Diese Batterie wird in einem Dutzend psychologischer und psychiatrischer Kliniken verwendet, die an den HiTOP Field Trials teilnehmen, um Fragen zur klinischen Anwendbarkeit des Systems zu testen.

## Persönlichkeit und Persönlichkeitsstörungen
Innerhalb der HiTOP-Struktur sind Persönlichkeitsstörungen sowie allgemeine Persönlichkeitsmerkmale enthalten. Es ist sinnvoll, den Persönlichkeitsstörungen und der Persönlichkeit besondere Aufmerksamkeit zu widmen, da der Übergang zu einer dimensionalen Struktur für Persönlichkeitsstörungen recht erfolgreich war, was sich sogar in einer formalen Anerkennung innerhalb von Abschnitt III des DSM-5 (für neue Messverfahren und Modelle) sowie in der kommenden ICD-11 widerspiegelt.
Persönlichkeitsstörungen wurden in jeder Ausgabe des DSM als kategoriale Syndrome aufgenommen, darunter Borderline-, narzisstische, schizotype und antisoziale (oder psychopathische) Persönlichkeitsstörung. Die Gültigkeit dieser diagnostischen Kategorien wurde jedoch lange infrage gestellt, insbesondere im Hinblick auf willkürliche Grenzen zur normalen Persönlichkeitsfunktion, erhebliche Überschneidungen zwischen den verschiedenen Syndromen und eine beträchtliche Heterogenität innerhalb jeder diagnostischen Kategorie. Die Heterogenität innerhalb jeder Kategorie sowie die Überschneidungen zwischen den Kategorien erschweren erheblich die Identifikation einer spezifischen Pathologie für ein bestimmtes Syndrom sowie die Entwicklung eines einheitlichen, konsistenten Behandlungsprotokolls.
Das Fünf-Faktoren-Modell (FFM) ist vermutlich das vorherrschende dimensionale Modell der allgemeinen Persönlichkeitsstruktur. Es besteht aus den Domänen Neurotizismus (oder emotionale Instabilität), Extraversion versus Introversion, Offenheit (oder Unkonventionalität), Verträglichkeit versus Antagonismus und Gewissenhaftigkeit (oder Selbstkontrolle). Das FFM weist eine hohe Konstruktvalidität auf, einschließlich multivariater verhaltensgenetischer Befunde zur Struktur des Modells, kognitiv-neurowissenschaftlicher Übereinstimmungen, Kindheitsprädiktoren, zeitlicher Stabilität über die gesamte Lebensspanne hinweg, sowie interkultureller Validität – sowohl durch empirische Studien, die indigene Strukturen alternativer Sprachen berücksichtigen, als auch durch zahlreiche etische Studien in großen Weltregionen, darunter Nordamerika, Südamerika, Westeuropa, Osteuropa, Südeuropa, der Nahe Osten, Afrika, Ozeanien, Südostasien und Ostasien. Das FFM hat sich außerdem als nützlich für die Vorhersage einer Vielzahl wichtiger positiver und negativer Lebensereignisse erwiesen.
Es gibt zudem eine beträchtliche Anzahl von Studien, die zeigen, dass die Persönlichkeitsstörungen nach DSM und ICD maladaptive Varianten der Domänen (und Facetten) des FFM sind. Diese empirische Unterstützung umfasst die Beschreibung jeder Persönlichkeitsstörung durch Forscher in Bezug auf das FFM, Beschreibungen durch Kliniker, sowie Forschungsergebnisse, die Messinstrumente des FFM mit alternativen Messungen der Persönlichkeitsstörungen in Beziehung setzen. Tatsächlich kann eine Messung des FFM zur Beurteilung vieler Persönlichkeitsstörungen wie der Borderline- und antisozialen Persönlichkeitsstörung verwendet werden, mit Ergebnissen, die hinsichtlich ihrer Validität den direkten, traditionellen Messmethoden dieser Persönlichkeitsstörungen gleichwertig sind. Schließlich gibt es auch eine Reihe von Studien, die zeigen, dass Kliniker dimensionale Eigenschaftsmodelle gegenüber den kategorialen Syndromen des DSM für die Beschreibung von Patienten und die Therapieplanung bevorzugen.
Abschnitt III des DSM-5 für neue Messverfahren und Modelle umfasst nun ein dimensionales Eigenschaftsmodell, das aus den fünf dimensionalen Eigenschaftsdomänen negative Affektivität, Rückzug, Psychotizismus, Antagonismus und Enthemmung sowie 25 zugrunde liegenden Facetten besteht, die mit dem Personality Inventory for DSM-5 (PID-5) erfasst werden können. Untersuchungen mit dem PID-5 zeigen eine hervorragende Abdeckung der kategorialen Syndrome aus Abschnitt II des DSM-5 (oder DSM-IV). Allerdings bleibt zu beachten, dass das alternative Modell der Persönlichkeitsstörungen in Abschnitt III des DSM-5 weiterhin sechs der kategorialen Syndrome aus dem DSM-IV beibehält.
Eine umfassendere Umstellung auf ein dimensionales Eigenschaftsmodell erfolgt mit der kommenden ICD-11, die die fünf Eigenschaftsdomänen negative Affektivität, Rückzug, Dissozialität, Enthemmung und Anankastie (zusätzlich zu einer Spezifikation für Borderline-Muster) umfasst. Das ICD-11-Eigenschaftsmodell enthält keine Psychotizismus-Domäne, da die ICD schizotypische Merkmale dem Schizophrenie-Spektrum zuordnet, anstatt sie als Persönlichkeitsstörung zu klassifizieren. Das DSM-5-Eigenschaftsmodell enthält keine Anankastie-Domäne, aber in der ursprünglichen Version des Eigenschaftsmodells gab es eine Domäne der Zwanghaftigkeit, die eng mit Anankastie verbunden ist.
Sowohl das dimensionale Eigenschaftsmodell aus Abschnitt III des DSM-5 als auch das der ICD-11 stimmen mit dem FFM überein. Diese Domänen des dimensionalen Eigenschaftsmodells des DSM-5  können als maladaptive Varianten der Domänen des Fünf-Faktoren-Modells der Persönlichkeit verstanden werden. Wie im DSM-5 formuliert: „Diese fünf breiten Domänen sind maladaptive Varianten der fünf Domänen des umfangreich validierten und replizierten Persönlichkeitsmodells, das als ‚Big Five‘ oder Fünf-Faktoren-Modell der Persönlichkeit bekannt ist“. Die fünf Domänen der ICD-11 sind ebenfalls mit dem FFM ausgerichtet: „Negative Affektivität mit Neurotizismus, Rückzug mit niedriger Extraversion, Dissozialität mit niedriger Verträglichkeit, Enthemmung mit niedriger Gewissenhaftigkeit und Anankastie mit hoher Gewissenhaftigkeit“.